# Harvey Mason
Harvey Mason es un compositor y baterista estadounidense de jazz y jazz funk, además de un reputado músico de sesión.

## Biografía
Nacido en Atlantic City (Nueva Jersey), en 1947, Harvey Mason comenzó a recibir lecciones de batería con solo 7 años, y desde entonces estuvo tocando en bandas escolares hasta que reunió suficiente dinero como para adquirir su primer set de batería con 16 años. Ingresa en la prestigiosa Berklee School of Music y completa sus estudios de composición, arreglos y percusión y en el New England Conservatory of Music. Se traslada a Boston, donde trabaja con Vic Firth, timbalista de la Boston Symphony Orchestra, y donde lleva a cabo trabajos de estudio grabando jingles para anuncios de televisión y otros trabajos similares.
En 1970 trabaja con Erroll Garner, y en 1970-71 con George Shearing, período tras el cual se traslada a a Los Ángeles para establecerse rápidamente como un reputado músico de sesión, produciendo música para cine y televisión.  Progresivamente, Mason amplía su ámbito laboral y durante este período inicial graba con artistas tan importantes como Earth Wind and Fire, Minnie Riperton o Chick Corea. La consagración definitiva de Mason tiene lugar con la llegada de la década de los 70, período durante el cual se convierte en uno de los bateristas más destacados en el ámbito del jazz funk, grabando con algunos de los mejores artistas de ese género como Donald Byrd, Herbie Hancock,  The Headhunters, Grover Washington Jr., Bob James, Charles Earland, Patrice Rushen, The Brecker Brothers, Lee Ritenour, John Klemmer, George Benson o incluso Carlos Santana, entre una larga lista.
En 1976 firma con Arista Records, y bajo ese sello edita cinco álbumes en solitario; en 1996 firma con Atlantic Records para editar "Ratamacue" y, finalmente, en 2004 edita "With All My Heart", su última grabación hasta el momento. El conjunto de sus álbumes en solitario le valen cinco nominaciones a los Grammy.
A principios de los 90 funda el supergrupo Fourplay, junto a Bob James, Nathan East y Lee Ritenour, una banda con la que edita varios discos (uno de los cuales llega a disco de platino y tres a disco de oro) y recibe, hasta el momento, 10 nominaciones a los Grammy. Independientemente, Mason continúa sus trabajos de sesión, grabando entre otros con Michel Colombier, Michel Legrand, Dave Grusin, John Williams, Lalo Schifrin, Isaac Hayes, Johnny Pate, Alan Silvestri, Thom Newman o Alan Menken y Tim Rice, además de aparecer en los créditos de un gran número de grabaciones para cine y televisión. Como productor ha trabajado con artistas como Nancy Wilson , Mary J. Blige, Notorious Big, T.I., Midnight Star, Lee Ritenour o Dionne Warwick.

## Valoración y estilo
A través de una larga y exitosa carrera que se extiende ya a lo largo de cuatro décadas, la versatilidad de Harvey Mason le ha permitido brillar en muchas y muy diversas situaciones musicales.  Junto a esa versatilidad, su precisión rítmica le ha convertido, sencillamente, en el baterista de sesión más demandado y más grabado de todos los tiempos. No es solo que ha trabajado con la mayoría de las figuras más destacadas del panorama musical norteamericano, sino que ha participado también en la grabación de más de 1.000 álbumes así como en cientos de grabaciones para cine y televisión. Su impresionante currículum y la calidad de su trabajo le ha valido el reconocimiento en forma de numerosos premios y sus beats siguen sonando en los samples de artistas contemporáneos como The Notorious B.I.G.
Su éxito de 1979, "Groovin' You" fue sampleado en 1995 por el productor de música house Gusto en su sencillo "Disco's Revenge".

## Colaboraciones
Harvey Mason ha colaborado, entre otros muchos artistas, con Errol Garner, George Shearing, Vic Firth, Earth Wind and Fire o Minnie Ripperton, Donald Byrd, Herbie Hancock, Gerry Mulligan, Freddie Hubbard, The Headhunters, Nancy Wilson, Victor Feldman, Art Blakey, Mary J. Blige, Notorious Big, T.I., Midnight Star, Lee Ritenour, Dionne Warwick, Bob James, Nathan East y Chuck Loeb, Grover Washington Jr., Bob James, Charles Earland, Patrice Rushen, The Brecker Brothers, Lee Ritenour, John Klemmer, George Benson, Carlos Santana, Michel Colombier, Michel Legrand, Dave Grusin, John Williams, Lalo Schifrin, Isaac Hayes, Johnny Pate, Alan Silvestri, Thom Newman, Alan Menken y Tim Rice, Barbra Streisand, Beck, Donna Summer, Casiopea, Joe Farrell, Gene Harris, Bobbi Humphrey, Carole King, Kazumi Watanabe, Diane Schuur, Stanley Turrentine, James Brown, Henry Mancini, Reba McIntyre, Sergio Mendes, the London Symphony Orchestra y Luis Miguel.

## Discografía

### Como líder
- Marching in the Street (Sinless, (1976)
- Earth Mover (BMG, 1977)
- Funk in a Mason Jar (BMG, 1977)
- Groovin' You (Arista, 1979)
- M.V.P. (Arista, 1981)
- World Class (Arista, 1981)
- Ratamacue (Atlantic, 1996)
- Groovin' You (BMG Japan, 2001)
- Trios (Video Arts, 2003)
- With All My Heart (RCA, 2004)
- Changing Partners (Video Arts, 2012)
- Chameleon (Concord, 2014)

### ConFourplay
| Title                | Released | Label        |
| -------------------- | -------- | ------------ |
| Fourplay             | 1991     | Warner Bros. |
| Between the Sheets   | 1993     | Warner Bros. |
| Elixir               | 1995     | Warner Bros. |
| The Best of Fourplay | 1997     | Warner Bros. |
| 4                    | 1998     | Warner Bros. |
| Snowbound            | 1999     | Warner Bros. |
| Yes, Please!         | 2000     | Warner Bros. |
| Heartfelt            | 2002     | Bluebird     |
| Journey              | 2004     | Bluebird     |
| X                    | 2006     | Bluebird     |
| Energy               | 2008     | Heads Up     |
| Let's Touch the Sky  | 2010     | Heads Up     |
| Esprit de Four       | 2012     | Heads Up     |
| Silver               | 2015     | Heads Up     |

### Comosideman
- Leaving This Planet, Charles Earland (Prestige, 1973)
- Le Maudit, Véronique Sanson (Warner Bros., 1974)
- Who Is This Bitch, Anyway?, Marlena Shaw (Blue Note, 1974)
- Carnegie Hall Concert; Gerry Mulligan y Chet Baker (CTI, 1974)
- The San Francisco Concert, Hubert Laws (CTI, 1975)
- Genetic Walk, Ahmad Jamal (20th Century, 1975)
- Macho, Gábor Szabó (Salvation, 1975)
- Sunburst, Eddie Henderson (Blue Note, 1975)
- Pastels, Ron Carter (Milestone, 1976)
- Can't Hide Love, Carmen McRae (Blue Note, 1976)
- Black Miracle, Joe Henderson (Milestone, 1976)
- Music, Music, Helen Reddy (Capitol, 1976)
- Audiophile, Victor Feldman (1997)
- Aries, Luis Miguel (Warner Bros., 1993)
- Motown, Michael McDonald (2003)
- The Hang, Don Grusin (2004)
- Music for Lovers, Earl Klugh (2006)
- Once Again, John Legend 2006)
- Hot Sauce, Jessy J (2011)
- Plain 'n' Simple, Chuck Loeb (2011)
- Bringing It Back Home, Robben Ford (2013)
- The Essential Bill Withers, Bill Withers (2013)

Con Herb Alpert
- Midnight Sun (A & M, 1992)

Con Chet Atkins
- Street Dreams (Columbia, 1986)

Con Beck
- The Information (Interscope, 2006)

Con George Benson
- Breezin' (Warner Bros., 1976)
- In Flight (Warner Bros., 1977)
- Weekend in L.A. (Warner Bros., 1978)
- Collaboration (Warner Bros., 1987)
- Guitar Man (2011)

Con Donald Byrd
- Street Lady (Blue Note, 1973)
- Stepping into Tomorrow (Blue Note, 1974)
- Places and Spaces (Blue Note, 1975)
- Caricatures (Blue Note, 1976)

Con Casiopea
- 4x4 (Alpha, 1982)
- Light and Shadows (Pony Canyon, 1997)

Con Chick Corea
- The Mad Hatter (Polydor, 1978)

Con Miles Davis & Michel Legrand
- Dingo [banda sonora] (Warner Bros., 1991)

Con Joe Farrell
- Night Dancing (Warner Bros., 1978)

Con The Headhunters
- Survival of the Fittest (Arista, 1975)

Con Herbie Hancock
- Head Hunters (Columbia, 1973)
- Man-Child (Columbia, 1975)
- Mr. Hands (Columbia, 1978)

Con Gene Harris
- In a Special Way (Blue Note, 1976)
- Tone Tantrum (Blue Note, 1977)

Con Freddie Hubbard
- High Energy (Columbia, 1974)

Con Bobbi Humphrey
- Blacks and Blues (Blue Note, 1973)
- Satin Doll (Blue Note, 1974)
- Fancy Dancer (Blue Note, 1975)

Con Bobby Hutcherson
- Montara (Blue Note, 1975)

Con Yosui Inoue
- Nishoku no Koma (Polydor, 1974)

Con Carole King
- Rhymes and Reasons (Ode, 1972)
- Fantasy (Epic, 1973)

Con Kenny Loggins
- Celebrate Me Home (Columbia, 1977)

Con Wade Marcus
- Metamorphosis (ABC, 1976)

Con Joe Pass
- Whitestone (Pablo, 1985)

Con Lee Ritenour
- Gentle Thoughts (JVC, 1977)
- Captain Fingers (Epic, 1977)
- Sugar Loaf Express (JVC, 1977)
- Earth Run (GRP, 1986)

Con Rufus
- Numbers (ABC, 1979)

Con Patrice Rushen
- Now (Elektra, 1984)

Con Diane Schuur
- Midnight (Concord, 2003)

Con Donna Summer
- Donna Summer (Geffen, 1982)

Con Stanley Turrentine
- Have You Ever Seen the Rain (Fantasy, 1975)
- Wonderland (Blue Note, 1984)

Con Kazumi Watanabe
- Mermaid Boulevard (Alfa, 1978)

Con Grover Washington, Jr.
- A Secret Place (Kudu, 1976)

Con Jimmy Webb
- El Mirage (Atlantic, 1977)

Con Gary Wright
- Headin' Home (Warner Bros., 1979)